# Pedro Restuccia
Pedro Restuccia (Montevideo, 19 de julio de 1985) es un músico, productor y compositor uruguayo.

## Biografía
Es hijo del ingeniero de sonido Luis Restuccia (quién trabajó con Hugo Fattoruso, Osvaldo Fattoruso, Jaime Roos, Ruben Rada, Fernando Cabrera, etc.) Se forma como músico autodidacta, comenzando a los 5 años, cuando le fue obsequiada una batería por sus padres. Consigue incrementar su técnica escuchando y tocando sobre discos de Jaime Roos, Eduardo Mateo, y Los Beatles. A los 13 años su padre le obsequia una guitarra y consigue dominar el instrumento aprendiendo por libros de tablaturas de Los Beatles o Luis Alberto Spinetta.
Comienza su actividad musical en 1999 como baterista, en las bandas Crosstea y Motra. En 2007 (ya como cantante, guitarrista y compositor) formando la banda de rock Pulpos. Con estos tres proyectos, recorre durante casi 7 años todo el circuito de boliches montevideanos y graba 2 discos.
Tras finalizar la actividad en los anteriores proyectos de rock, comienza su trabajo solista como cantante y compositor, acercándose definitivamente al sonido de Canción Urbana / Música Popular. En 2008 edita su primer disco de forma independiente, Capicúa, grabado y mezclado en el Estudio del Cordón. Este trabajo es una primera muestra de las inquietudes compositivas de un joven, con dieciocho canciones entre el pop y el folk, pasando por sonoridades bossa nova y baladas acústicas. 
En julio de 2009, se edita su segundo material llamado Jardín Interior, una obra más homogénea que su predecesor y con instrumentación netamente acústica. Este disco además destaca por la experimentación en armonías vocales en la mayoría de las canciones. 
En 2011 se edita su tercer material: Canciones Hogareñas. Un proyecto experimental “home-made”, despojándose de mayor instrumentación y de los procesos “formales” de un estudio de grabación, y poniendo especial atención en la temática personal, el presente, y el barrio.
En 2013 edita su cuarto material solista en el sello Perro Andalúz: Cajita de Música. Una propuesta compuesta de ocho canciones continuas como una gran canción, pasando por diferentes sonoridades pero manteniendo una misma estética y una temática que las une. La edición en CD es acompañada de un segundo disco Las horas sonoras, que compila canciones de sus tres primeros trabajos. 
El disco es presentado en vivo en el Teatro Agadu de Montevideo en julio de 2013, con la participación como Jorge Galemire y Nico Oyarsa. 
En paralelo a la grabación y edición de sus discos, mantiene una continua actividad de conciertos en vivo desde 2008 a la fecha, acompañado generalmente por Antonino Restuccia (contrabajo), Francisco Etchenique (batería) y José Redondo (piano). Ha presentado sus show en los más relevantes escenarios de Montevideo y el interior del Uruguay (Sala Zitarrosa, Espacio Guambia, Teatro El Galpón, Auditorio Vaz Ferreira, entre otros), y también ha actuado en Buenos Aires y Porto Alegre.
Forma parte entre 2007 y 2013 de la banda pop Eureka!, con la que grabó dos discos como bajista y baterista, y se presentó en Porto Alegre, Brasil en 2012. Aporta temas propios a la banda y es coproductor de ambos discos.
Ha trabajado como ingeniero de grabación y mezcla, y productor artístico para numerosos proyectos de música uruguaya.
Lleva adelante junto a Eli-u Pena el proyecto Imaginando Buenas, sitio web oficial con todo el material de archivo del músico fallecido Gustavo Pena "El Príncipe".
Es integrante del proyecto Invita-2, un dúo con Mario Villagrán, así como del proyecto Cuadro X Cuadro a dúo con Damián Cacciali, líder de la banda Individuo. En ambos trabajos fusiona su repertorio con el otro cantautor, y mantienen una actividad en vivo por todo el país.
En 2012 participa de los tres recitales homenaje a Luis Alberto Spinetta (Espacio Guambia y Sala Zitarrosa), compartiendo escenario con músicos como Fernando Cabrera, Juan Pablo Chapital, Ana Prada, Alberto Wolf, Samantha Navarro, Eli-u Pena, Mónica Navarro, Christian Cary, entre otros.
Ha sido convocado para el proyecto audiovisual Gasdale, así como también para Escafandra Ciclo de Cantautores.
Actualmente, participa y coorganiza el ciclo de cantautores Cantamos que se realiza en La Cuadra Centro Cultural (Capurro, Montevideo), un ciclo que fomenta la integración de los cantautores uruguayos de todas las edades y estilos musicales.
Ha compartido escenario con Juan Pablo Chapital, Jorge Galemire, Fernando Henry, Pablo Damonte, Jorge Alastra, Eli-u Pena, Vincent Vega, Franny Glass, Damián Cacciali, Sebastián Larrosa, Fernando Cortizo, Mario Villagrán, Damian Gularte, Walter Bordoni, Fede Graña y Los Prolijos, Gastón Rodríguez, entre otros.

## Discografía

### Solista
- Capicúa (Panacea Producciones. 2008)
- Jardín Interior (2009)
- Canciones Hogareñas (2011)
- Cajita de Música (disco doble. Perro Andaluz. 2013)

### Recopilatorios
- Las Horas Sonoras (2013)

### Con Eureka!
- Conejos & Galeras (2011)
- Vida dietética (2013)